# A korai kereszténység és a judaizmus szétválása
A judaizmus és kereszténység szétválása Jézus tanításával kezdődött. Jézus életében még nem beszélhetünk kereszténységről és ő nem is akart új vallást alapítani, csupán erkölcsi útmutatást adott követőinek, mégis nemsokára új vallás született: a kereszténység. Jézus fellépése indította el azt a folyamatot, amely odáig vezetett, hogy követői téríteni kezdtek a „pogányok” között és a pogány-keresztények nemsokára el is szakadtak a judaizmustól. 

## Teológiai előzmény
Jézus fellépése i. sz. 30 körül történt. Szándéka szerint a mózesi törvényeket betölteni, azaz kiteljesíteni jött, és nem megszüntetni azokat. Kezdetben meghívták a zsidó előkelők, de Jézus bírálta őket, így egyre hidegebb lett a viszony ő közte és a farizeusok és szadduceusok között. Jézus bírálatainak fő célja az volt, hogy ne az ember alkotta szabályok határozzák meg a mindennapokat, hanem az Isten és a Szentlélek sugallatai. Ilyen például az, hogy Krisztus fontosabbnak tartja a szív tisztaságát szemben a kéz tisztaságánál. Fontosabb, hogy Isten valódi szándéka szerint gondolkozzanak tanítványai. Ez leginkább akkor nyilvánult meg, amikor azt mondta, hogy őt el fogják ítélni és meghal, amire egyik tanítványa azt válaszolta, hogy: „veled ez nem történhet meg”. A mester azt mondta: „távozz tőlem, Sátán!”, mert nem Isten szándékai szerint ítéled meg. A hitet megerősítette tanítványaiban nemcsak csodatételeivel, hanem példabeszédeivel és a mennyek országáról szóló tanításaival.
Tehát Jézus Isten szándéka szerint ítélte meg környezetét. A zsidók is, de sok olyan szabályt alkottak, amiket nem Isten rendelt, hanem a zsidók találták ki, hogy Isten felé mutassák szeretetüket és alázatukat, azonban ezzel párhuzamosan az egymás közti rangelosztásban volt szerepe annak, ki mennyire tudja, akarja betartani ezeket a szabályokat. Ezt Szóbeli Törvénynek hívták, Misnának.

### Krisztus halála
Krisztus kereszthalála után közvetlen különös eseményeket ír le az evangélium. Sötétség borul a földre és többek között a Templom függönye elszakad felülről lefelé. Ez utóbbi esemény több értelmezést kapott az egyházatyáktól, teológusoktól. David Ulansey biztosnak véli, hogy a templom külső függönye hasadt szét, mely azt jelenti, hogy Isten szellemi templomába nyerhetünk bebocsátást, míg a belső függöny mögé – a szentek szentjébe – Krisztus a feltámadása után lépett be. A halott templom köveit felváltja a hívők lelkének élő építőkövei, temploma. Egy adventista vélemény szerint Krisztus halála megnyitotta az utat a bűnösöknek is a szentek szentjébe, ahová bátran beléphetünk. Míg Szent Hiláriusz a zsidó nép kettéhasadásaként értelmezte a függöny széthasadását.

## Teológiai szétválás

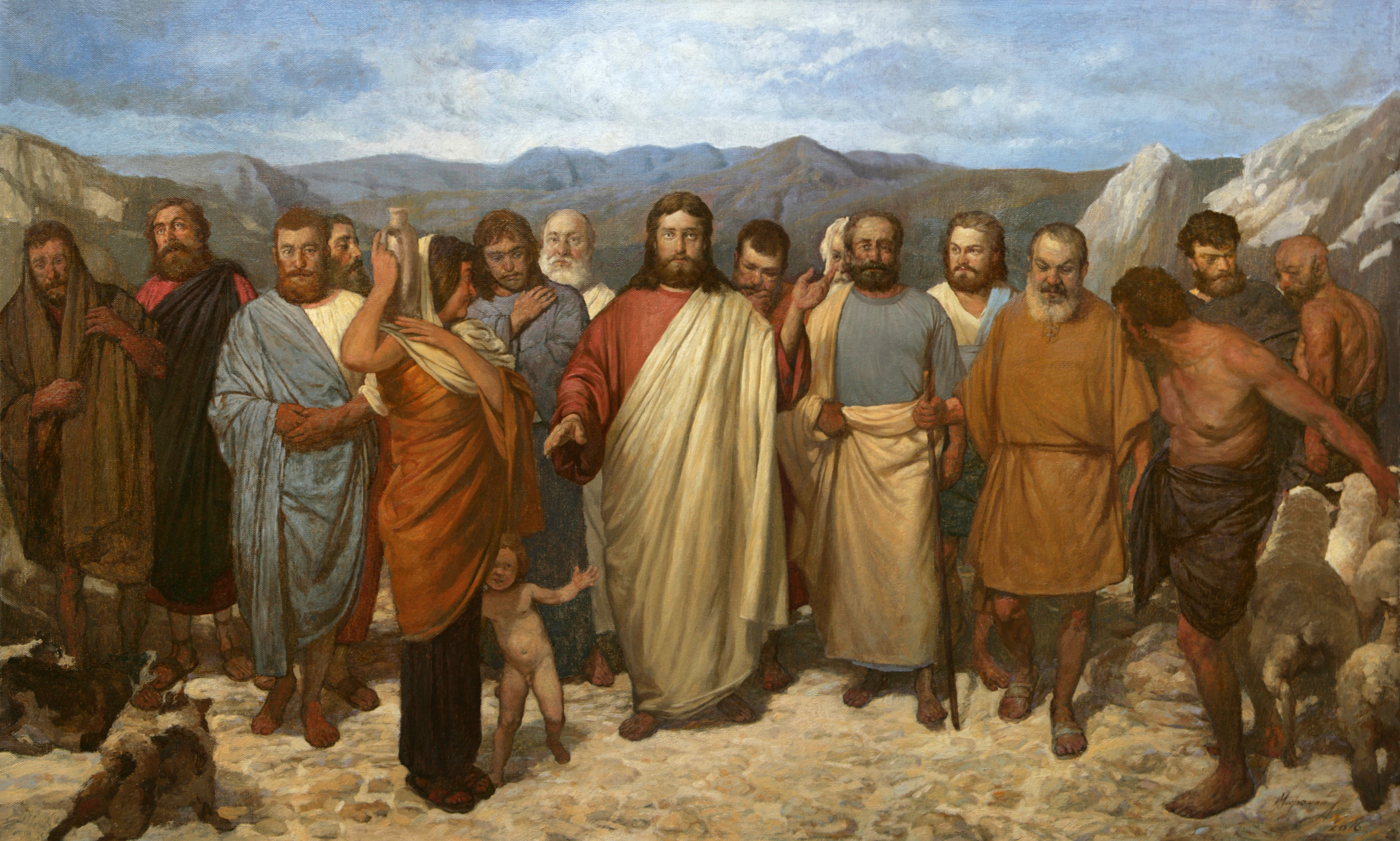
A tanítványok kiküldetése: Elmenvén azért, tegyetek tanítványokká minden népeket, megkeresztelvén őket az Atyának, a Fiúnak és a Szent Léleknek nevében, tanítván őket, hogy megtartsák mindazt, a mit én parancsoltam néktek.

Kr. u. 50-ben az apostolok összeültek a jeruzsálemi zsinaton, és elhatározták, hogy az ószövetségi törvények az Újszövetségben érvényüket vesztették, tehát a megkeresztelt pogányoknak nem kell betartaniuk. Ezzel elszakadtak a judaizmustól. A zsinaton megállapodtak abban, hogy a körülmetélkedést a pogányokon nem kell végrehajtani. A szertartások tekintetében pontos véleményt később ismerhetünk meg. A korai kereszténységben az illatáldozat szertartására vonatkozó álláspontot a prófétákra hivatkozva alakították ki: Azt mondja az Úr utálatos lett nekem az illatáldozat. Arra helyezkedtek, hogy a felajánló szándéka a fontos az áldozatnál, mennyire tiszta vagy bűnbánó, és nem a szertartás rutinja.
A feltámadás kérdésében a farizeusokkal azonos volt a felfogás, de a szadduceusok nem hittek a feltámadásban. Viszont a feltámasztás kérdésében nagyfokú ellentét húzódott meg Jézus és az egyházi hatóságok között. Halotthoz nem lehetett érni, és a feltámasztás varázslatnak számított. Éppen Lázár feltámasztása után szaggatja meg ruháját a főpap, aki nem várt tovább Jézus elfogatásának kérdésében, elfogják és elitélék. Később, i. sz. 70-ben, a zsidó háborúban, a szadduceusok nem voltak hajlandók elhagyni a templomot, és bent imádkoztak, de mind odavesztek amikor a templomot lerombolták a rómaiak, így a feltámadás ellen érvelők gyakorlatilag elpusztultak.
Ugyancsak az esendő emberek felé nagy volt a véleménykülönbség. A zsidók nem érintkeztek betegekkel, mert úgy vallották a betegség bűneik következménye. Krisztus látta, hogy ez nem helyénvaló, ezért az evangélium szerint meggyógyította a reménytelenül szenvedő betegeket. Ebből következik, hogy a két különböző felfogás legmélyebb törésvonala a szeretetről alkotott kép. A zsidók „csak” Istennek szolgáltak és imádták, de az emberek közötti szeretetről nem volt különösebb tanításuk. Ezt egészítette ki Jézus, amikor egyetlen parancsot hagyott, szeresd felebarátaidat, mint tenmagadat.
A krisztusi szeretet hiányát Cyrill Scott foglalja össze méltóképp „a konfliktus szülőanyja a különbözőség illúziója”.

## Különbségek
A kereszténység a judaizmusból és Jézus tanításából nőtt ki, egyes hitbeli kérdést maradéktalanul, másokat továbbfejlesztettek az egyházatyák.
| Judaizmus                                                           | Jézus és tanítása | Kereszténység                                                       |
| ------------------------------------------------------------------- | --- | ------------------------------------------------------------------- |
| Elsődleges a test tisztasága, étkezési törvények, kultikus fürdés   | Elsődleges a lélek tisztasága és üdvözülése                                                                                             | keresztség és erkölcsös élet                                        |
| A bűnöket ráolvassák a bűnbakra                                     | A bűnöktől még a földön magunknak kell megszabadulni                                                                                    | bűnbánat és megtérés                                                |
| A nagy bűnösök megkövezése                                          | A bűnösöknek való megbocsátás | bűnbocsánat                                                         |
| Véres állatáldozat                                                  | Jézus önmagát áldozta fel és beteljesítette az ószövetségi kultuszt                                                                     | Úrvacsora (A katolikus vallásban eucharisztia)                      |
| Farizeusok hittek a feltámadásban, a szadduceusok nem               | Lesz feltámadás és Krisztus is harmadnapra feltámadt                                                                                    | Az evangélium alapja                                                |
| Szeresd felebarátod, gyűlöld ellenséged                             | Szeresd felebarátodat, mint önmagadat. Imádkozz ellenségeidért és bocsáss meg nekik.                                                    | Útmutatás a keresztény embernek                                     |
| Isten az embereket üdvözíti és bünteti. A gazdagok Isten kegyeltjei | Isten a szelíd, alázatos és istenfélő embereket kedveli. A gazdagoknak „könnyebb a tű fokán átjutni, mint a mennyek országába bejutni”. | A bűn Istentől való elfordulás. Az anyagiasság távol visz Istentől. |
|                                                                     | Bővebben: egyszerűség (vallás) |                                                                     |

### Messiás várás
A zsidó hagyomány szerint jön egy megszabadító, aki megmenti a népet. Pontosan tudták volna, ha hallgattak volna Dániel könyvére, mely szerint a negyedik, zsidókon uralkodó birodalomban jön el a Messiás. Ez pedig a babiloni, perzsa és görög után a római lett. Mivel a zsidó történelemben kétszer is előfordult, hogy a népük fogságba került, – egyszer Egyiptomban, egyszer Babilonba –, és most a Római Birodalom fennhatósága alatt voltak, természetesnek tűnt a zsidóknak, hogy egy katonai hadvezér tipusnak kell lennie a Messiásnak. Ezt a feltételt, és igényt Jézus nem töltötte be, ezért sem tudták elfogadni őt megváltóként. Jézus keresztre feszítése után ezt az igényt fedték le a zelóták. Ők voltak azok, akik hitték, hogy radikálisan, esetenként erőszakosan lehet megszabadulni a rómaiaktól. Ezért úgy gondolták, ők a megszabadítók. A szadduceusok is a zelóták pártján álltak.

## Az apostoli korszak
Az apostolok Jézus megfeszítése, halála után Jeruzsálemben maradtak. Krisztus halála után akár szétszéledhettek volna. Azonban elkezdték térítő munkájukat. Legnagyobb sikerük a hellenista kolónia körében volt. Már ötezer áttért hívőt sikerült átkeresztelni, amikor a szadduceusok fülébe jutott, hogy a feltámadásról, angyalokról prédikálnak az apostolok. Rögvest elfogták és börtönbe vetették őket. De egy csoda folytán éppen egy angyal éjszaka kijuttatta őket, és ahogy az apostolok cselekedetei leírja biztatta tovább őket, hogy térítésüket ne hagyják abba. Másnap reggel a templom előtt szónokoltak és térítettek. A szadduceusok megdöbbenve tapasztalták az érthetetlen kijutásukat és a templomhoz siettek, hogy újra bíráskodjanak felettük. Azonban egy tekintélyes farizeus megakadályozta őket mondván: sokan voltak, akik maguk köré gyűjtöttek hol négyszáz hol több embert, de meghaltak és a tanítványaik szétszéledtek. Ha az embertől származik a tanításuk, akkor az úgyis megszűnik, de ha Istentől származik, akkor hogyan számolunk el, hogy megpróbáljuk megakadályozni Istent tervében. Ezt az érvelést elfogadták és szabadon engedték őket, de előtte megvesszőzték és megparancsolták nekik ne beszéljenek Jézus nevében.
Azt, hogy Isten a pogányoké is lehet, a zsidók elvetették, a kiválasztott nép jogán. A pogányoknak bálványaik vannak, azokat lehetőség szerint le kell dönteni vagy teljesen elhatárolódni azoktól. A keresztények Jézus felhívására térítettek pogányokat is. Először Jeruzsálemben, azután elutaztak a szélrózsa minden irányába téríteni. Mivel az egyik apostol, karióti Judás, aki elárulta Jézust, öngyilkos lett, ezért az apostolok úgy döntöttek, hogy választanak egy újabb apostolt helyébe, hogy maradjanak tizenketten. István lett az új apostol, mindenkinél élesebben látta, hogy a hit mindenkié, nem lehet sajátnak tekinteni. Frontálisabban vállalta a keresztény értékeket, amiatt rövid tárgyalás után a zsidók kivégezték. Emiatt el kellett menekülniük Júdeából. Keresztényüldöző hangulat lett úrrá a zsidókon különösen a hellenista Jeruzsálem lakói ellen.
Az egyik zsidó katona, akit Saulnak hívtak, eredményesen és kitartóan üldözte a keresztényeket. Azonban amikor Damaszkuszba akarta vinni a foglyokat, akkor megjelent neki a feltámadott Jézus fényességben és attól a ponttól kezdve elkötelezett kereszténnyé vált, ő lett Pál apostol (ApCsel 9). Őt egy radikális csoport ezután meg akarta ölni, de Pál római őrizetbe adta magát.
Mindkettő apostolnak döntő szerep jutott abban, hogy a kereszténység és a judaizmus szétválása felgyorsuljon. A szétválás ténye segítette a kereszténységet, hogy önálló világhódító vallásként elinduljon térítőútjára. Továbbá az egységes Római Birodalomban szabadabban utazhattak az apostolok. A diaszpórában élő zsidó közösségeket keresték fel amazok fenntartottak zsinagógákat, ahol a menekülő őskeresztények elkezdték hirdetni Jézust, a feltámadást, és az örömhírt, hogy örökké élhetünk.
Legfeszültebb válóok, az Jézus istensége körüli értelmezés volt. A korai keresztényeknek erős volt a meggyőződése, hogy a bibliában fellelhető hagyomány jogosítja fel őket arra, hogy az egyetlen Isten akarja ezt a tiszteletet. Ez máshoz nem hasonlítható mennyei dicsőség. Ez a fajta tiszteletadás a hagyományokhoz ragaszkodó zsidóknak már istenkáromlás. Pál apostol, a volt farizeus - aki maga is a feltámadt Jézus fényétől megvakult egy időre -, vaksággal vádolja azokat a zsidókat akik képtelenek belátni, hogy a feltámadt Krisztus az Isten dicsőségének hordozója.
Rómában azonban Nero császár 64-ben a keresztényeket okolja a római tűzvész miatt, míg Jeruzsálemben Titus leveri a zsidók 66-ban kezdődő szabadság harcát, ami a templom lerombolásához vezetett Jeruzsálemben. A keresztények is veszélybe kerültek a Római Birodalom bármely pontján, hiszen ők is zsidók voltak, és gyanússá váltak.

## A Második templom lerombolása, Judea, Jeruzsálem megszűnése
Amikor kitört a lázadás, akkor a zelóták elbarikádozták magukat a templomnál, és habár a rómaiak eredetileg nem akarták lerombolni a templomot, mégis felégették a templomot a makacs ellenállás miatt. Ezek után a túlélő zelótákat ugyanúgy keresztre feszítették, mint Jézust.

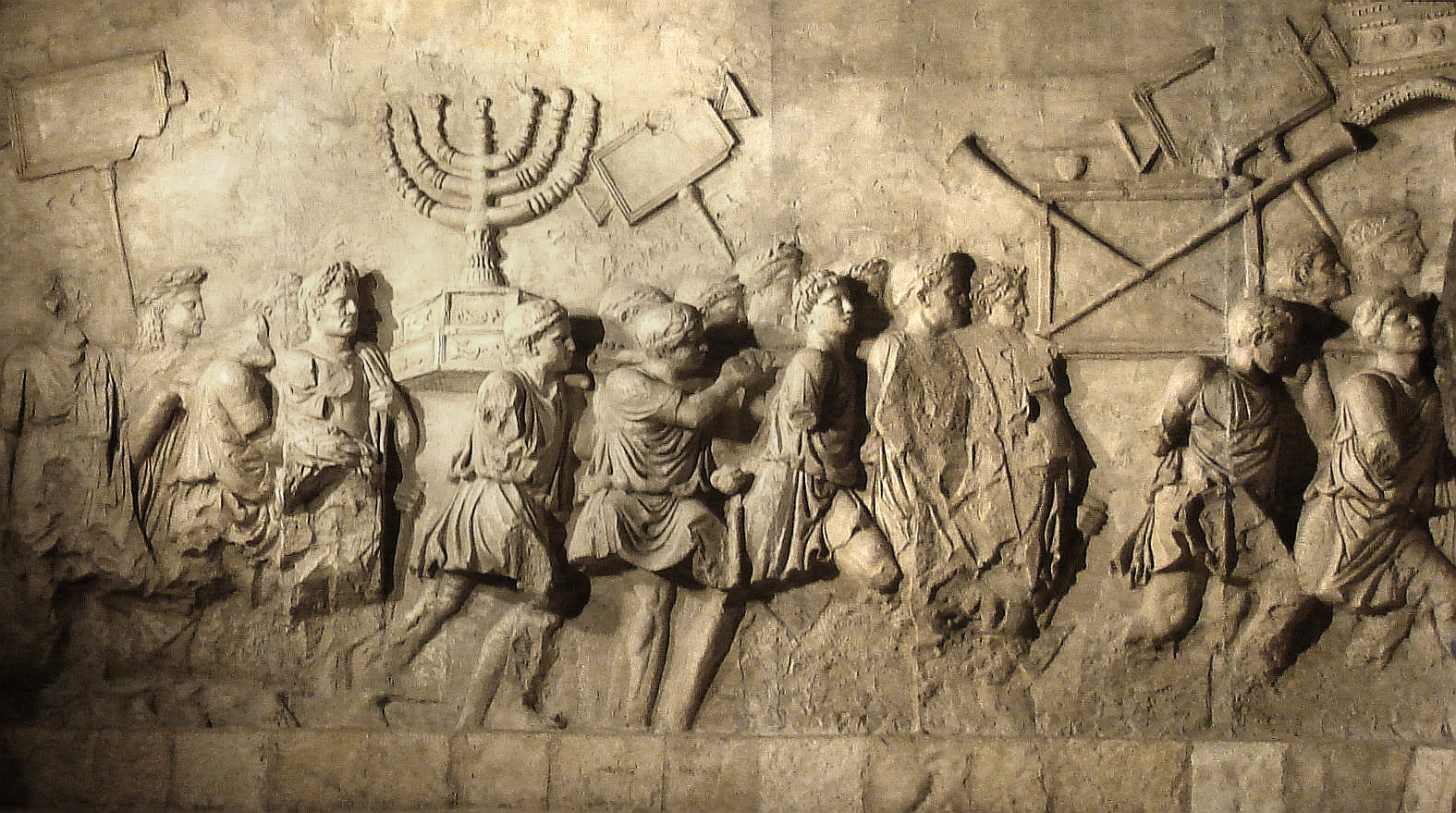
Titus diadalívén látható dombormű, amint a rómaiak diadalként elszállítják a menórát a lerombolt templomból

A Judeában maradt élő maradék zsidói egy idő múlva megerősödhettek istenhitükben. A templomuk rómaiak által elpusztítása után kilenc évvel, Kr.u. 79-ben, ugyanis kitört a Vezúv, elpusztítva római lakosokat. Izrael Istenének igazságosztását és jelét látták ebben, ami megerősítette őket, hogy Isten nem hagyta el őket egyedül a hitükben. A kitörés két hónappal Titus császár hatalomra kerülése után történt. Titus apja, Vespasianus római császár romboltatta le korábban a jeruzsálemi templomot.
További 60 év után Akiba ben Jószéf rabbi messiást látott Bar Kohba személyében, ami egy újabb lázadáshoz vezetett 132 és 135 között, és iszonyatos következményként a rómaiak 550 000 zsidót feszítettek meg Júdea útjai mentén. Ezeknek az eseményeknek bekövetkezését Jézus előre jelezte: „Sokan jönnek az én nevemben” kezdetű („és megtévesztenek titeket”) figyelmeztetése megtalálható Lukács (Lk 21.8), Márk (Mk 13.6) és Máté (24.5) evangéliumában.
A szórványban élő zsidó keresztények akik hírt kaptak ezekről az eseményekről, sajnálták a templom, honfitársaik rokonaik pusztulását. Míg a pogány-keresztények Jézus igazolását látták az eseményben, mert pontosan azok pusztultak el Jeruzsálemben, akik legkevésbé fogadták el Jézus tanítását, avval ellenséges véleményen voltak. Jézus nem harciasságra tanított, hanem arra, ha megütik orcádat tartsd oda másikat is - azaz szelídségre. Továbbá Isten büntetését látták Jeruzsálem pusztulásában. Jézus korábban kinyilvánított mondata is felmerült: „Romboljátok le a templomot és én három nap alatt felépítem.” Ez újabb lendületet adhatott a prófétáknak a térítéshez, hogy Isten temploma az emberben, bennünk van, a szeretet jegyében.
A keresztények sem lehettek azonban teljes biztonságban, mert a rómaiak nem tettek különbséget zsidó és zsidó között. Gyanússá váltak, akik lázadást szervezhetnek. Ezért most már nem csak mint a hivatalos vallás ellenzői, hanem köztörvényes lázítókként gyanakodtak a zsidó-keresztényekre, felerősödött a keresztény üldözés is.
Végérvényesen a kereszténység és judaizmus szétválása Kr. u. 132-ben történt meg, amikor a Bar Kohba-felkelést leverték, és Jeruzsálemet lerombolták. A lázadás foglyait Rómába vitték, így a kereszténység központja áttevődött Rómába, hiszen az ország Juda és a város még a nevét is elvesztette.

## Keresztény államvallás
A Római Birodalomban kihirdetett államvallás Kr. u. 313-ban a mózesi hagyományokhoz ragaszkodó zsidók válaszként elkezdték gyűjteni a szájhagyományokat. Kr. u. 400-ban újra megírták a hagyományokat, egy Jeruzsálemit és egy Babiloniai Talmudot. Evvel kívántak válaszolni a keresztény államvallássá alakulására. A szájhagyományok rendszere szigorúbb volt a mainál, ezért megbízhatóbb információk voltak, mint a mai értelemben vett szájhagyomány. A keresztények pedig városokban a föld alatti vallás már elismert lett és hivatalosan is templomokat építhettek, azoknak püspökei, papjai lehettek. A zsidók, akik nem tértek át keresztény hitre, a világ városainak diaszpórájában éltek tovább többnyire elzárkózott közösségekben bizonytalan és bizalmatlan légkörben.

## Az Ószövetség és Újszövetség
- Markhion i. sz. 144-ben azt javasolta az Ószövetséget el kell választani az Újszövetségtől.[18] Tévtanító volt, aki a két könyv ellentmondásait gyűjtötte, például az Ószövetség bosszúálló Istene nem lehet azonos a könyörületes Jézus Krisztuséval. Következetlennek tartotta abban is a mózesi könyveket, hogy ugyan a képimádatot megtiltotta, de Mózesnak a Rézkígyót megengedte hogy megalkossa, és a nép Isten közvetítését lássa benne. Megvonta a próféták hitelességét is, mert zsidó nemzeti hősként jövendölték a Messiást, de Krisztus nem katonai értelemben lett megváltó.[19]
- A 4. században Aranyszájú Szent János nyolc fejezetet szentelt összehasonlítással, és fejtegetéssel, és arra jutott többek közt, hogy Isten lerombolta a templomot és azt mondta, hogy a pászka csak Jeruzsálemben ünnepelhető meg, akkor ebből adódóan ezeket a régi ünnepeket templom híján eltörölte Isten, és felépítette az ember lelkének templomát az Újszövetségben.

Az Újszövetség létrejötte után a keresztény egyházatyák, sok olyan utalást találtak az Ószövetségben, ami a Messiás leírására utal, és összefüggésbe hozható Jézus életével, vagy üdvtörténeti jelentőségével. A keresztény atyák már-már az Ószövetségre úgy tekintettek, mint az Újszövetség bevezetését, előkészítését. Emiatt a judaizmus számukra olyan irányzat maradt, akik nem hallgatnak a Messiásra, még ha Isten Fia is lejön az égből és tanítja őket, nem fogadják el.
A judaizmus sérelmezte, hogy a keresztények csak előzménynek tekintik az Ószövetséget, és nem az igaz egy Isten teljes értékű kinyilatkoztatásának. Ők is az Ószövetségből is csak Mózesnak tulajdonított öt könyvet fogadtak. el. A katolikus egyház és az ortodox egyházak szerinti Ószövetségben több könyv van, mint a jelenlegi héber Bibliában (amelynek a kánonja csak a kereszténység és a zsidó vallás szétválása után véglegesült).
Végeredményben a törésvonal ott húzódott meg, hogy a judaizmus végérvényes kinyilatkoztatásnak tartja a Tórát. Amíg a keresztények egy nagy isteni terv részeként tekintenek az emberiség történetére, melyet üdvtörténetnek neveznek, mely még nem zárult le, és nem zárják ki azt a lehetőséget, hogy Isten kinyilatkozik a jövőben is - (lásd parúzia) -, az üdvtörténet megvalósulása érdekében.

## Isten és Isten Fia, vagy csak az egyedüli Isten
Larry Hurtado a téma neves kutatója szerint az Isten Fia átható legkorábbi Jézus-tisztelet volt a zsidó-keresztények között. Nem lassan jutottak erre, hanem vulkánszerű gyorsasággal terjedt, és nem úgy alakult ki, hogy a keresztények a pogányok közé mentek, és annak egyes történeti személyeinek Istenné magasztosult példáikat átvették volna.
Pál apostol a zsidókhoz írt levélben megállapítja, Isten sokszor és sokféleképpen nyilatkoztatta ki magát (4Móz 12.6-7) – (a részletekre nem tér ki, néhány példa: Mózesnek az égő csipkebokorból szólt, tűzoszlopban mutatta az utat a pusztában), – később viszont a próféták által, míg legutóbb Fia által szólt (Jézus által). A Zsoltárokból veszi a bizonyítékot, ami nagyon régen keletkezett "A Fiam vagy, ma adtam neked az életet, Kérd tőlem és örökségül adom a népeket (Zsolt 2.7 - 2.8)."
A zsidó hagyomány alátámasztja azt, hogy Istennek sok esetben volt fő szószólója, közvetítője. (Mihály arkangyal, Hénoch, Mózes illetve mindazok akik Isten igéjét megszemélyesítik.)

### Kr. u. 1000 körül
A részletes véleménykülönbség azonban Pál apostol után ezer évvel került igazán felszínre. Gilbertus Crispinus teológiai vitát folytatott egy meg nem nevezett zsidóval. A vitában bőségesen idéznek az Ószövetségből, amelyhez hozzáadják magyarázatukat is.
Mindkét vitapartner jelentős érveket hozott fel arra, hogy saját álláspontját védje, és kérdőre vonja a másikat.
- A zsidó kijelenti, hogy csak akkor fog leborulni Krisztus előtt, amikor eljön, azaz az idők beteljesedésekor. Istennél nincs semmilyen változás és annak árnyéka sem, akkor hogyan lehet olyan nagymérvű állapotváltozás, hogy romolhatatlanból romlandó emberré legyen? A mérhetetlen, hogyan lehet kicsiny test határai között? És Istent sem láthatja ember, hogy életben maradjon. A szentháromságot nem érti, mert „Halljad Izrael: a te Istened az egyetlen Isten” (Deut 6.4) Miért mondják a keresztények, hogy higgyetek akár az egyikbe akár mindháromban egyszerre? Íme a szűz fogan és fiút szül, Emmánuel lesz a neve Izajás próféta szavait úgy értelmezi, hogy a nők szűzen mennek férjhez, a próféta nem merészelt olyat mondani, hogy egy asszony Istentől fogant volna, habár Emmánuelről elfogadja, hogy Krisztust jelenti, Velünk az Isten.
- A keresztény válaszában nem kételkedik Jeremiás próféta szavában: „Ő a mi Istenünk, és hozzá senki sem hasonló. Ő megtalálta a bölcsesség útját szolgálójának Jákobnak, Izrael választottjának. Ezek után látható lett a földön, és az emberekkel társalgott.” (Bár 3.36-38). A szüzesség megmaradására is talált prófétai üzenetet Ezékieltől: „És mondá nékem az Úr: Ez a kapu zárva lesz, nem nyitják ki, és férfi nem megy be rajta, hanem az Úr, Izrael Istene ment be rajta; és a fejedelem számára lesz zárva. A fejedelem maga ül majd benne, hogy az Úr előtt egye kenyerét.” És mi Jézus kenyere?: „Az én eledelem az, hogy teljesítsem mennyei Atyám akaratát” (Jn 4.34). „Mert gyermek születik nekünk, fiú adatik nekünk, és nevét így fogják hívni: Csodálatos Tanácsadó, Erős Isten, Örökkévalóság Atyja, Béke Fejedelme.” (Iz 7.14)

Világosan kitűnik, hogy szövegértelmezési ellentétek akadályozták egymás megértését. Az egyik oldalon a szöveget kategorikusabban követő, míg a másik - Jézus példabeszédeinek stílusa okán -, előképeket, hasonlatokat keresvén és találván alkalmazza a szöveghelyeket.